# 千歳緑
千歳緑（ちとせみどり）とは、一般にマツ科常緑針葉樹の葉のような深い緑色のこと。

## 概要
古来から不老不死や不変の象徴とされ、四季の移ろいの中でも変わらずに緑の葉をつける松にあやかり、千年の後（千歳）も変わらない緑の意を示している。
この色の考案においては、藍色と刈安色を掛け合わせて染められたものとされる。
平安時代の作り物語『狭衣物語』には千歳緑にあたる記述が見られる。
「千歳の松の深緑を、幾度ともなく重ねたる。多さはこちたく、同じ色なる象眼の表着、……《中略》浸れる松の深緑の心へばぞ、（縫物に）せられたる。童も同じ色にて。」──狭衣物語

## 派生色
- 仙斎茶（千歳茶）